# Harpiocephalus mordax
Harpiocephalus mordax é uma espécie de morcego da família Vespertilionidae. Pode ser encontrada no Laos, Malásia, Myanmar e Tailândia.